# Harpalus egregius
Harpalus egregius är en skalbaggsart som beskrevs av Thomas Casey. Harpalus egregius ingår i släktet Harpalus och familjen jordlöpare. Inga underarter finns listade i Catalogue of Life.